# Ten Fé
Ten Fé — английская инди-поп-группа. Группа была образована в 2008 году Лео Дунканом и Беном Мурхаусом, которые долгое время выступали дуэтом. Название группы в переводе с испанского означает нечто вроде «доверять» (букв. «Иметь веру»). Первоначально Дункан и Мурхаус выступали как уличные музыканты в лондонском метро. В 2017 году вышел дебютный альбом Hit the light. 1 января 2018 года песня Single, no return заняла высшую позицию в рейтинге Graadmeter Pinguin Radio. Альбом Future perfect, present tense вышел 8 марта 2019 года.

## История

### Образование
Дункан вырос в Уолсолле, промышленном городе графстве Уэст-Мидлендс, Англия. Он провел некоторое время в Лондоне, прежде чем переехать в Дублин, Ирландия. Мурхаус родом из Лондона. Он изучал джазовую гитару в Королевской музыкальной академии.

### Основание группы и первый успех
Впервые будущие участники группы встретились на вечеринке в Харинги в 2005 году. Прошло некоторое время, но потом они нашли друг друга и сформировали музыкальный дуэт только в 2008 году. Мурхаус теперь играл в инди-группе Golden Silvers. Дуэт продолжал выступать в качестве уличных музыкантов в лондонском метрополитене, на Линии Дистрикт.
В 2012 году Мурхаус присоединился к группе Дункана Real Fur. Они встретились после репетиций, чтобы сыграть свою музыку, которая не соответствовала стилю группы. Вскоре после этого они продолжили играть вместе — сначала как Santa Fe, а затем под именем Fé.
Дункан и Мурхаус продолжали выступать на улице, а также давали уроки музыки. Они писали музыку дома. В 2013 году они выпустили сингл Time на лейбле Bad Life Records. Песня была выбрана Лорен Лаверн из BBC Radio 6 Music, группа выступила сессионно на студии BBC Maida Vale с Робом да Банком. Затем дуэт выступил на фестивалях Great Escape Festival и Bestifal. ЕР 50/50 был спродюсирован Люком Смитом и был выпущен незадолго до записи первого студийного альбома.

### Альбом Hit the light
Дебютный альбом Ten Fé Hit the light был записан в Берлине. Прибыв туда, дуэт назвал себя Ten Fé. Во второй половине 2016 года некоторые песни были выпущены в сети в виде тизеров. Альбом был выпущен 3 февраля 2017 года и спродюсирован Юэном Пирсоном и Энди Сэворсом. Альбом транслировался на Spotify более 30 миллионов раз. 24 февраля 2017 года последовал 12-дюймовый EP с ремиксами UNKLE и Юэна Пирсона среди прочих.
Дуэт выступал в Европе и США. Изначально концерт проводился с сессионными музыкантами. Позже Роб Шипли, Джонни Дрэйн и Алекс Хэммонд присоединились к группе в качестве постоянных участников.

### Альбом Future perfect, present tense
Для записи второго студийного альбома Дункан и Мурхаус переехали в пустое офисное здание в Уолтемстоу. Здание было сдано в аренду, чтобы уберечь его от скваттеров. Дункан и Мурхаус вместе с остальной группой отправились в Осло. Там альбом в основном спродюсировал Кристиан Энгфельт. Финиш состоялся в Лондоне, где Дункан и Мурхаус объединились с Люком Смитом. Вокал на обоих альбомах распределен равномерно.
В 2019 году дуэт объявил о мировом турне.

## Дискография

### Альбомы
- Hit the light, 2017
- Future perfect, present tense, 2019

### Ep’s
- 50/50
- Hit the light, the remixes, 2017

### Синглы
- Time, 2013
- Elodie, 2016
- Turn, 2016
- Twist your arm, 2016